# Harald Wögerbauer
Harald Wögerbauer (* 27. Juli 1953 in Wien/Österreich) ist österreichischer Jurist, Volkswirt und Politiker (ÖVP). Er war vom 1. April 2011 bis zum 28. Februar 2014 Mitglied des Präsidiums des Europäischen Rechnungshofes in Luxemburg. 

## Leben
Wögerbauer besuchte von 1963  bis 1971 das Gymnasium der Stiftung Theresianische Akademie in Wien, wo er 1971 die Reifeprüfung ablegte. Von 1971 bis 1972 absolvierte er den Präsenzdienst beim österreichischen Bundesheer, wobei er zeitgleich 1971 sein Studium der Rechtswissenschaft und der Volkswirtschaft begann und 1974 mit dem Magisterium und Doktorat das Jus-Studium abschloss.
Nach dem Abschluss des rechtswissenschaftlichen Studiums begann Wögerbauer mit seiner Berufslaufbahn am österreichischen Rechnungshof. Dort prüfte er von 1974 bis 1979 vor allem die österreichischen Sozialversicherungsträger. 

### Laufbahn im Österreichischen Parlament
Im Jahre 1979 nahm er seine Tätigkeit im Parlament als Mitarbeiter des ÖVP-Parlamentsklubs auf, blieb aber weiterhin auch Beamter des österreichischen Rechnungshofes. Von 1986 bis 2011 war Wögerbauer stellvertretender Klubdirektor und von 1992 bis 2011 Politischer Direktor des ÖVP-Parlamentsklubs. Als politischer Direktor der Fraktion war Wögerbauer bis 2011 unter anderem mit der Koordination zwischen dem ÖVP-Parlamentsklub, der Bundesregierung, der Bundesparteileitung, den ÖVP-Landtagsklubs und den Landesparteien betraut.
Er war jahrelang Mitglied der Grundrechtsreformkommission, der Regional- und Kabelrundfunkbehörde, der Privatrundfunkbehörde und der Bundeswahlbehörde. In den Jahren 1994 bis 2011 war Wögerbauer stellvertretender Vorsitzender bzw. Vorsitzender des Datenschutzrates.
Wögerbauer war Politischer Direktor des ÖVP-Parlamentsklubs während der Aufarbeitung der Rückgabe- bzw. Entschädigungspraxis Österreichs hinsichtlich geraubter Kunstgegenstände und vorgenommenen Enteignungen während der NS-Zeit an die ehemaligen Eigentümer oder deren Erben. Das Problem rückte erstmals wieder in eine breitere öffentliche Diskussion Anfang 1998, ausgelöst durch die Beschlagnahme der Schiele-Bilder Wally und Tote Stadt III in New York am 1. Januar 1998. Dem Rechnung tragend, wurde eine juristische Kommission vom Bundeskanzleramt einberufen, der Wögerbauer als Mitglied angehörte und die erstmals im Juli 1998 tagte. Die Arbeit der Kommission mündete letztendlich am 4. Dezember 1998 in der Erlassung des Bundesgesetzes über die Rückgabe von Kunstgegenständen aus österreichischen Bundesmuseen und Sammlungen und der Einsetzung eines Kunstrückgabe-Beirats. In der Folge kam es zu viel beachteten Herausgaben, wie die von 224 Kunstwerken an die Erben Louis Rothschilds im Februar 1999 oder die der fünf Gemälde von Gustav Klimt an die Erbin der Familie Bloch-Bauer, Maria Altmann, im Mai 2006.

### Laufbahn am Europäischen Rechnungshof
Am 1. April 2011 trat Wögerbauer seine Funktion als Mitglied des Europäischen Rechnungshofes an. Er wurde sowohl im Hauptausschuss des österreichischen Nationalrates als auch im Haushalts- und Kontrollausschuss sowie dem Plenum des Europäischen Parlaments mit großer Mehrheit für diese Position vorgeschlagen. Am 3. März 2011 ernannte der Europäische Rat ihn zum Mitglied des Präsidiums des Europäischen Rechnungshofes.
Wögerbauer beendete per 28. Februar 2014 seine Funktion als Mitglied des Europäischen Rechnungshofes. Eine von ihm anvisierte zweite Mandatsperiode wurde seitens seiner eigenen Partei verhindert.
Die Entscheidung, Wögerbauer in den Europäischen Rechnungshof zu entsenden, sorgte für öffentliche Kritik. Peter Pilz kritisierte die Entscheidung als „übelste Parteibuchwirtschaft“. So wurde auch die Höhe seines Gehalts kritisiert. Zum Grundgehalt von 19.500 Euro monatlich kämen eine Reihe von Zulagen, wobei Wögerbauer laut Pilz auf „wenigstens 23.000 Euro“ käme. Das sei mehr als das Gehalt des Bundeskanzlers und des Bundespräsidenten.

### Weitere Tätigkeiten
Wögerbauer war des Weiteren von 1984 bis 2011 Generalsekretär der Österreichisch-Koreanischen Gesellschaft und ist seit 2011 deren Ehrenvorstand. Gemeinsam mit dem damaligen Präsidenten der Gesellschaft, Heinrich Neisser und dem damaligen koreanischen Botschafter in Wien, Ban Ki-Moon, gründete Wögerbauer 1999 die Österreichisch-Koreanische Philharmonie. Er ist Mitglied im Vorstand der Österreichisch-Russischen Gesellschaft und Mitglied sowie Ehrenzeichenträger im Dachverband aller österreichisch-ausländischen Gesellschaften – PaN.

## Auszeichnungen
- Goldenes Ehrenzeichens für Verdienste um die Republik Österreich
- Großes Ehrenzeichens für Verdienste um die Republik Österreich
- Order of Diplomatic Service Merit / Changui Medal der Republik Korea
- Großer Vaterländischer Orden der Republik China